# George Worek
George Worek, né en 1936 et mort à une date non-précisée, est un homme politique vanuatais.

## Biographie
Issu d'une famille de l'île de Motalava, dans ce qui est alors le condominium franco-britannique des Nouvelles-Hébrides, il suit une formation à l'enseignement dans des écoles près d'Auckland, en Nouvelle-Zélande, puis à l'université de Leeds au Royaume-Uni. Il enseigne dans une école à Motalava, avant d'être employée dans l'administration publique du service d'enseignement du condominium à partir de 1968. En 1971, avec Donald Kalpokas et Peter Taurokoto, il commence à militer contre la vente de terres de communautés autochtones à des étrangers, et organise des manifestations à ce sujet. Il fonde aussi un « Collège de la communauté de Motalava » visant à enseigner l'autosuffisance à la population locale. 
Sous l'influence de Walter Lini, le mouvement initié par les trois hommes devient le Vanua'aku Pati, un parti politique anti-colonial. Aux premières élections nationales dans la colonie, en 1975, George Worek est élu député de la circonscription couvrant les îles Banks et les îles Torrès à l'Assemblée représentative. Il n'est pas réélu aux élections de 1977 car les nationalistes les boycottent. Un gouvernement d'union nationale est toutefois établi fin décembre 1978, et George Worek y est nommé secrétaire permanent du ministre de l'Éducation, son collègue et ami Donald Kalpokas. Aux élections de 1979 il retrouve son siège de député. Le Vanua'aku Pati ayant remporté les élections, George Worek est nommé ministre de la Santé dans le gouvernement que forme Walter Lini,. 
Le pays devient indépendant en 1980, et le gouvernement est remanié à cette occasion ; George Worek est transféré au ministère de l'Agriculture. Lors d'un nouveau remaniement le 9 février 1981, il devient ministre des Affaires sociales. Le 4 décembre 1981 il est exclu du gouvernement avec un autre ministre, Thomas Reuben Seru, le Premier ministre indiquant que la fermeture de leurs ministères a pour objectif de réduire la dépense publique. Les deux hommes tentent en vain de déposer une motion de défiance contre le Premier ministre Walter Lini au Parlement, puis créent leur propre parti, le Parti de l'alliance indépendante de Vanuatu. En rupture avec le socialisme mélanésien et le non-alignement du Vanua'aku Pati, ce nouveau parti promeut « le capitalisme de la libre entreprise et l'anticommunisme ». Ils n'obtiennent aucun siège aux élections de 1983,.